# El Doncello
El Doncello là một khu tự quản thuộc tỉnh Caquetá, Colombia. Thủ phủ của khu tự quản El Doncello đóng tại El Doncello Khu tự quản El Doncello có diện tích 1027 ki lô mét vuông. Đến thời điểm ngày 28 tháng 5 năm 2005, khu tự quản El Doncello có dân số 17626 người.